# شبا چادها
شبا چادها (به انگلیسی: Sheeba Chaddha) (زاده ۱۹۷۳) بازیگر هندی است. از فیلم‌های معروف او می‌توان به بازی در فیلم تلاش اشاره کرد.

## فیلم‌شناسی
فهرست برخی از فیلم‌هایی که شبا چادها در آنها به ایفای نقش پرداخته‌است:
- تلاش
- دلدادگان
- رئیس
- یورش
- زیرو
- لباس سیاه
- زوج اجباری
- تمام انرژی تو بده
- شاکونتالا دوی
- برنج و لوبیا
- شارمجی نامکین
- دکتر جی
- روح تلفنی
- زوککومن
- تبریک گفتن
- دوره آزمایشی
- مستأجر
- برای تفریح